# Eleição para o Senado federal por Nevada em 2010
A eleição para o senado do estado americano do Nevada em 2010 aconteceu em 2 de novembro de 2010.
Em Nevada,as pesquisas mostram uma disputa acirrada na última pesquisa a republicana Sharron Angle aparecia com  1% vantagem sobre segundo colocado no estado,Harry Reid, do Partido Democrata.

## Primária Democrata
| Primária Democrata | Primária Democrata | Primária Democrata | Primária Democrata | Primária Democrata | Primária Democrata |
| Partido            | Candidato          | Votos              | %                  |                    |                    |
| Democrata          | Harry Reid         | 87.401             | 75,3%              |                    |                    |
| Total              | Total              | 116.042            | 100%               |                    |                    |
| ------------------ | ------------------ | ------------------ | ------------------ | ------------------ | ------------------ |

## Primária Republicana
| Primária Republicana | Primária Republicana | Primária Republicana | Primária Republicana | Primária Republicana | Primária Republicana |
| Partido              | Candidato            | Votos                | %                    |                      |                      |
| Republicano          | Sharron Angle        | 70.452               | 40,1%                |                      |                      |
| Republicano          | Sue Lowden           | 45.890               | 26,1%                |                      |                      |
| Republicano          | Danny Tarkanian      | 40.936               | 23,3%                |                      |                      |
| Total                | Total                | 175.738              | 100%                 |                      |                      |
| -------------------- | -------------------- | -------------------- | -------------------- | -------------------- | -------------------- |